# Intermat (Messe)
Die Intermat ist eine der weltweit größten Messen der Baubranche, die von jedermann besucht werden kann. Sie findet alle drei Jahre im April auf dem Messegelände Parc des Expositions im nordöstlich von Paris gelegenen Villepinte („Paris-Nord“) statt, in unmittelbarer Nachbarschaft zum Gewerbepark Parc d'activités Paris-Nord 2 und dem Flughafen Paris-Charles de Gaulle.
Veranstaltet wird die Intermat im dreijährigen Wechsel mit der Bauma, München, und der Conexpo, Las Vegas. Die Messe dauert jeweils sechs Tage.
Auf der Intermat 2018, stellten auf der Ausstellungsfläche über 1.400 Unternehmen aus 40 Ländern ihre Produkte aus. Es wurden 173.000 Besucher aus 160 Ländern gezählt. Die Intermat fand zusammen mit der in den USA beheimateten „World of Concrete“ statt. 2021 sollte die Intermat vom 19. bis 24. April stattfinden, wegen Corona ist sie jedoch auf April 2024 verlegt. 